# Brahmaputra
Der Brahmaputra (Sanskrit für „Sohn des Brahma“) ist der Hauptstrang des als Meghna in den Indischen Ozean mündenden wasserreichsten Stromes in Asien. Sein in Tibet gelegener Oberlauf Yarlung Tsangpo gilt mit einer mittleren Höhenlage von 4000 Metern als der am höchsten verlaufende Fluss der Welt.
Als einer der längsten Flüsse der Erde fließt er mit einer Länge von rund 3100 Kilometern bis zum Zusammenfluss mit dem Ganges durch das Gebiet der Staaten China, Indien und Bangladesch. Sein Lauf ist teils veränderlich, teils schwer zugänglich und quert mehrere Kulturräume, was zu vielen unterschiedlichen Namen einzelner Teilabschnitte geführt hat.

## Namen der Flussabschnitte
Der nach Osten gerichtete Oberlauf des Brahmaputra in Tibet heißt auf Tibetisch Matsang bzw. Tachog Tsangpo (རྟ་མཆོག་གཙང་པོ rta mchog gtsang po), auf Chinesisch Mǎquán Hé 馬泉河 / 马泉河; danach heißt er auf Tibetisch Yarlung Tsangpo ཡར་ཀླུང་གཙང་པོ yar klung gtsang po, „der Reinigende“, nach anderer Quelle „vom höchsten Gipfel herabkommendes Wasser“, und auf Chinesisch Yǎlǔ Zàngbù Jiāng 雅魯藏布江 / 雅鲁藏布江.
Im indischen Bundesstaat Arunachal Pradesh hat der scharf nach Süden abgeknickte Fluss den Namen Dihang oder Siang. Nach einem Richtungswechsel nach Westen an der Einmündung des größten Nebenflusses, des Lohit, heißt er, nun den Bundesstaat Assam durchfließend, Brahmaputra (ब्रह्मपुत्र), was im Sanskrit „Sohn des Brahma“ bedeutet. Ein älterer Name dieses Flussabschnittes war (in Sanskrit-Schriften und in Teilen Assams) Luit oder Lohitya, da früher anstatt des größeren Dihang der Lohit als der Oberlauf galt. Heute wird der Name auf Hindi ब्रह्मपुत्र, Brahmaputra gesprochen, auf Assamesisch ব্ৰহ্মপুত্ৰ und auf Bengalisch ব্রহ্মপুত্র Brohmoputro.
Bei einer Wendung nach Süden tritt der Fluss in das Staatsgebiet von Bangladesch ein und führt teils ab dort, teils ab der Abzweigung des „Alten Brahmaputra“ (früher der Hauptstrom) den Namen Jamuna. Ab dem Zusammentreffen mit dem deutlich weniger voluminösen Ganges schwenkt der Strom in dessen südöstliche Richtung ein und heißt nun Padma, bis er ab der Mündung des letzten großen Nebenflusses bis zur Mündung in den Golf von Bengalen dessen Namen Meghna annimmt.

## Flusslauf

### Hochtal des Tsangpo
Der Brahmaputra (Tsangpo) entspringt auf der Nordseite des mittleren Himalaya etwa 130 km östlich des Gang Rinpoche (Kailash) und heißt für mehr als 250 Kilometer zunächst Matsang. Nach älteren Quellen begann er nach der Vereinigung dreier Quellbäche, deren mittlerer und wasserreichster dem Gletscher Jema Yangdzom (tib.: rje ma g.yang 'dzoms) entströmt. Im weiteren Verlauf durchquert das Wasser jedoch ein von Toteis durchsetztes Schotterfeld, das in zwei Richtungen Abflüsse besitzt; teils nach Osten zum Matsang, heute jedoch fast zur Gänze nach Nordwesten zum See Manasarovar im Flusssystem des Satluj. Eine neuere Untersuchung hat festgestellt, dass der Tsangpo im östlich benachbarten Angsi-Gletscher seinen Ursprung hat, was auch aktuelle Luftbilder bestätigen. Der Fluss verläuft insgesamt für 2057 Kilometer innerhalb Tibets, zumeist etwa 160 Kilometer nördlich parallel zur Hauptlinie des Himalaya in Richtung Osten. Sein oft geradliniges Tal trennt dort, von bedeutenden Verwerfungslinien begleitet, den Himalaya im Süden vom Transhimalaya im Norden. Das von trockenem Grasland geprägte Hochtal ist über längere Strecken breit und besiedelt, unterbrochen von engen Passagen. Der verästelt fließende Tsangpo ist über 650 Stromkilometer und in mehr als 3650 Metern Höhe verlaufend der höchstgelegene Schifffahrtsweg der Erde. Seine mittlere Wasserführung liegt zwischen gut 900 m³/s bei Yangcun (nahe Lhasa) und knapp 2000 m³/s am Beginn der großen Schluchten.

### Schluchten im Pemako
In den Dihangschluchten, im oberen Teil Yarlung Tsangpo Canyon genannt, durchschneidet der Fluss das Gebirge in zunächst nordöstlicher, dann südlicher Richtung. Diese 250 Kilometer lange, bis zu 3000 Meter tiefe Schlucht wird beiderseits von einzelnen Gipfeln um rund 5000 Meter überragt (Namjagbarwa, 7782 m, Gyala Peri, 7294 m), sie ist an ihrem tiefsten Punkt 5.382 m tief und ist somit die tiefste Schlucht der Erde. 1913 gelang F. M. Bailey der Nachweis, dass der Tsangpo den Oberlauf des Brahmaputra bildet, und erst 1998 konnte das unwegsamste Teilstück mit mehreren, bis zu 35 Meter hohen Wasserfällen des Tsangpo von einer der internationalen Expeditionen dorthin erreicht werden. Von den Tibetern wurde dieses ihnen heilige, Pemako genannte Gebiet lange geheim gehalten.
Ab der Einmündung des Parlung Zangbo wird der Fluss Dihang genannt. Das unterhalb der Schluchten im Bundesstaat Arunachal Pradesh nur noch wenige hundert Meter hoch gelegene Engtal empfängt hohe monsunale Niederschläge, aber ohne ausgeprägte Trockenzeit, weshalb der Fluss schnell an Wasserführung zunimmt und dichter Regenwald die Hänge bedeckt. Aus diesem Durchbruchstal tritt der Siang (Dihang) unvermittelt in das weiträumige Bengalische Tiefland ein. Seine Wasserführung liegt hier bei knapp 6000 m³/s.

### Brahmaputra (Jamuna) im Tiefland von Bengalen
Das plötzlich verringerte Gefälle lässt den stark sedimentbeladenen Fluss am Gebirgsfuß einen großen, flachen Schwemmkegel bilden, über den er in stark verflochtenem Lauf den tiefsten Bereich der Ebene von Assam erreicht und dort auf die westliche Fließrichtung seines größten Nebenflusses, des ebenso weit verzweigt fließenden Lohit, einschwenkt. Zusammen mit dem kurz zuvor eingemündeten, fast gleich großen Dibang führt der Lohit etwa 4000 m³/s und vergrößert so den nunmehr Brahmaputra genannten Strom um rund 65 %. Im weiteren Verlauf erreicht das Flussbett mehrfach eine Breite von nahezu 15 Kilometern, das jedoch nur in 3 Monaten der Monsunzeit ganz ausgefüllt ist. Dann kann der Fluss schon bei Pandu in Assam bis zu 55.500 m³/s Wasser führen, als Minimalabfluss ist dagegen lediglich gut 1000 m³/s registriert worden (Mittlerer Abfluss des Rheins: 2300 m³/s).
Im weiteren Verlauf strömen dem Brahmaputra in dichter Folge wasserreiche Nebenflüsse zu, wobei der Südrand des Himalaya an Niederschlagsmenge vom Hügelland im Süden (Shillong-Plateau) noch übertroffen wird. Die dort liegende Stadt Cherrapunji wurde durch Niederschlags-Rekordwerte bekannt. Es grenzt teilweise direkt an den Fluss, zunächst am Kaziranga-Nationalpark, dann bei der größten Stadt an seinen Ufern, Guwahati, wo die mit einem Kilometer Breite schmalste Stelle des Brahmaputra liegt, und schließlich am westlichsten Ausläufer des Plateaus, wo sich der Strom nach Süden wendet und Bangladesch erreicht.

### Deltabereich und Alter Brahmaputra
Wo von Westen die Tista in den nun Jamuna genannten Strom einmündet, zweigt nach Osten als kleiner Flussarm der Alte Brahmaputra ab. Der Hauptstrom behält seinen verflochtenen Charakter bei und hat eine Durchflussmenge von im Mittel 21.200 m³/s. Das Einzugsgebiet des Brahmaputra umfasst bis hierher 651.335 km².
Nach dem Zusammenfluss mit dem Hauptstrang des Ganges, auch Padma genannt (11.400 m³/s), fließt der Strom unter diesem Namen nach Südwesten.
Der unterste Flussabschnitt erreicht als Untere Meghna, geteilt in mehrere Mündungsarme, den Golf von Bengalen. Mit einer mittleren Wasserführung von 36.500 m³/s wird der Strom nur noch vom Amazonas und vom Kongo übertroffen. Die Gesamtlänge des Flusssystems beträgt rund 3350 km
Zusammen mit zahlreichen von Brahmaputra, Ganges und Oberer Meghna abzweigenden kleineren Mündungsarmen bildet die Untere Meghna das großflächigste Mündungsdelta der Erde, bekannt als Gangesdelta.
Der Alte Brahmaputra folgt seinen einstigen Stromrinnen quer durch die Division Dhaka, durchfließt dabei die Stadt Mymensingh und mündet, aufgeteilt in zwei Arme, zum einen in die Obere Meghna, zum anderen in einen weiteren Seitenarm der Jamuna, den Dhaleshwari, der mit einem seiner Seitenarme, der Buriganga, auch die Hauptstadt von Bangladesch, Dhaka, berührt.

## Merkmale und Entwicklung des Flusssystems
Der Brahmaputra ist in seinem Verlauf wesentlich vorgezeichnet von tektonischen Vorgängen und Strukturen, die der laufende Kollisionsvorgang der indischen Platte mit der eurasischen Platte bisher hervorgebracht hat.
Der westöstlich verlaufende Tsangpo zeichnet über weite Strecken die Erdnaht nach, die beide Platten trennt. Es gibt Hinweise, dass der östliche Tsangpo bis zum Miozän der Oberlauf des durch Myanmar fließenden Irrawaddy war. Die Ablenkung nach Süden zum heutigen Tiefland von Assam hin erfolgte, bevor sich der Himalaya stark heraushob; das Durchbruchstal des Dihang quer zur Linie höchster Gipfel des Himalaya ist also antezedent.
Im westlichen Tal des Tsangpo münden viele Nebenflüsse entgegen dessen Fließrichtung, so dass vermutet wird, dass dieser Talabschnitt ursprünglich nach Westen entwässerte. Der Fluss wäre dann über einen heute nur 75 Meter höheren Pass hinweg dem heutigen Kali Gandaki gefolgt und hätte vielleicht sogar schon dessen gigantische Talschlucht angelegt.
Die schroffe Schlucht des Yarlung Tsangpo ist zum einen durch einmündende, vor allem eiszeitliche Gletscher überformt worden, zum anderen durch wiederholte Ausbrüche von bis zu 680 Meter tiefen Eisstauseen, die sich vor ihnen gebildet hatten und rund 300 Kilometer weit ins tibetische Hochland reichten. Neben den Lößanwehungen brachten die Sedimente dieser Eisstauseen die fruchtbaren Böden für den heutigen „Brotkorb Tibets“ hervor.
Auch im Tiefland von Assam war der Verlauf durch Gebirgsbildungsprozesse, die im Zusammenhang mit der Auffaltung des Himalaya stehen, wiederholt bedeutenden Veränderungen unterworfen. Bis ins mittlere Miozän, vor etwa 7 Millionen Jahren, erreichte der Brahmaputra nach dem Austritt in die Ebene auf direktem, südsüdwestlich gerichtetem Weg das Meer. Durch die Heraushebung der heute quer dazu verlaufenden Bergländer vom Shillong Plateau bis zu den Westausläufern des Arakan-Joma-Gebirges im Osten wurde der Flusslauf im Verlauf von rund 2 Millionen Jahren sukzessive nordwestwärts in Richtung des Himalaya-Vorlandes und der Ganges-Ebene gedrängt.

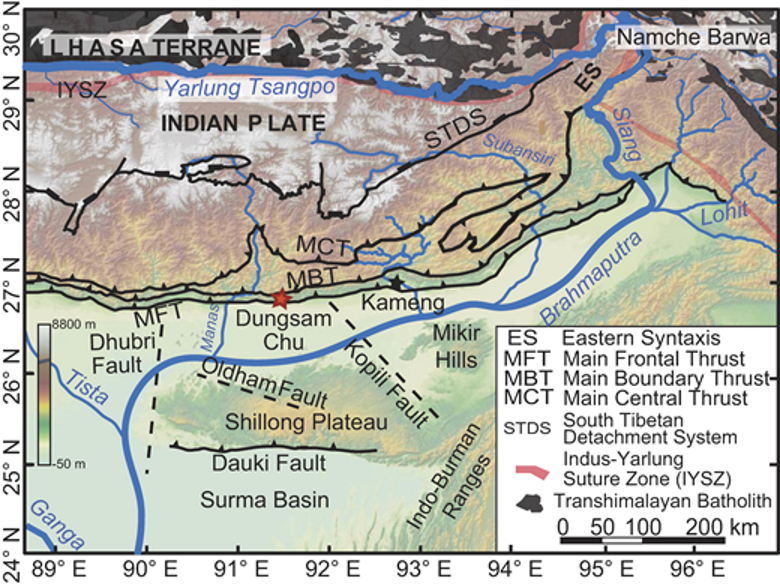
Verlauf um das Shillong-Plateau herum
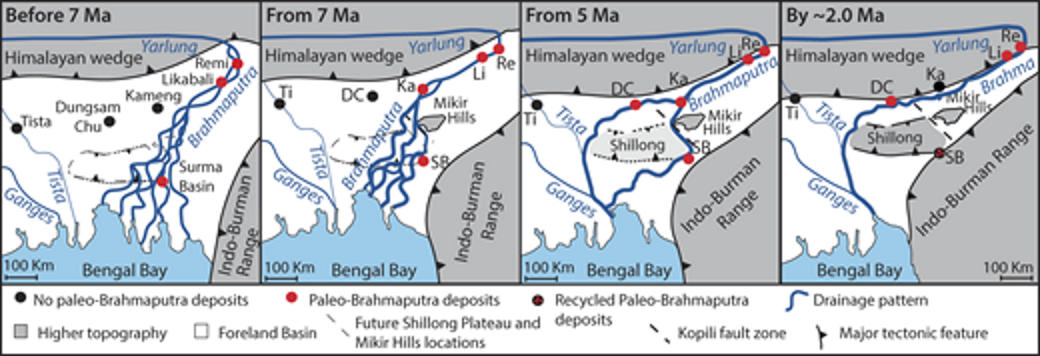
Phasen der Laufverlegung nach Nordwesten

Auch im Mündungsbereich wirken sich bis in die Gegenwart tektonische Hebungen wesentlich auf die Struktur des Flusssystems aus. Der mit dem Ganges vereinte Unterlauf des Brahmaputra, der den größten Strom Asiens darstellt, existiert so erst seit dem zu Ende gehenden 18. Jahrhundert. Vorher mündeten beide Ströme getrennt in den Golf von Bengalen, wobei der Brahmaputra weiter östlich, dem heutigen Alten Brahmaputra entlang verlief und die breiten Stromrinnen der heutigen Oberen Meghna anlegte. Die Westverlagerung zum heutigen Jamuna-Lauf erfolge vor allem seit einem Erdbeben im Jahre 1782. Zugleich hebt sich der Westteil des Gangesdeltas, was den Padma-Arm des Ganges zu seinem dominierenden Hauptstrom werden ließ.
Je nach Verlauf der Mündungsarme ist der Brahmaputra somit entweder wie heute der Hauptstrang des größten Flusssystems in Asien, oder aber, getrennt vom Ganges (jedoch mit weiterhin einmündender Oberer Meghna), nach dem Jangtsekiang (mit 31.900 m³/s) der zweitgrößte Strom mit ungefähr 25.000 m³/s.

## Nutzung
Das Flussgefälle der Dihangschluchten beginnt bei rund 3000 Metern Höhe und endet in geringer Entfernung bei nur 300 Metern Höhe. Es stellt damit eines der größten hydroelektrischen Potenziale der Erde dar. In China gibt es daher Bestrebungen, in Mêdog (Metog) am nordöstlichsten Punkt der Flussschleife um den Namjagbarwa/Namcha Barwa, in der der Yarlung Tsangpo seine Laufrichtung von Nordost nach Südwest ändert, einen 160 Meter hohen Staudamm für ein Wasserkraftwerk zu bauen, das mit 26 Turbinen und einer geplanten Leistung von 40 GW das größte der Erde wäre. In China laufen außerdem Machbarkeitsstudien zur Ableitung von Wasser in den semiariden Nordosten des Landes.
Im Dezember 2024 genehmigten chinesische Behörden den Bau. Dieses Kraftwerk könnte laut Power Construction Corporation of China jährlich rund 300 TWh (300 Milliarden Kilowattstunden) Strom erzeugen, mehr als drei Mal so viel wie die Drei-Schluchten-Talsperre, die als bislang weltgrößtes Kraftwerk etwa 88 TWh pro Jahr liefert. Befürchtet wird, dass neben regionalen Ökosystemen auch Millionen Menschen in Indien und Bangladesch von den Auswirkungen des Baus betroffen sein könnten. Am 19. Juli 2025 wurde der Bau mit dem Spatenstich, welcher in Anwesenheit von Li Qiang stattfand, begonnen. Als Baukosten werden ca. 143 Milliarden € veranschlagt.
Auf indischer Seite bestehen ebenfalls große Ambitionen. An Brahmaputra-Zuflüssen wurden in Indien bis 2016 sieben große Kraftwerke fertiggestellt, weitere befinden sich in Bau und über 140 sind in Planung. Gleichfalls existieren in Indien konkrete Pläne, Wasser aus dem Norden in den Süden umzuleiten. Das ehrgeizige Projekt sieht die Verbindung von 14 Flüssen aus dem Himalaya mit 16 Flüssen auf der indischen Halbinsel vor, um Wasser von Überschussgebieten in Mangelgebiete zu verlagern. Neben der Kontrolle von Überschwemmungen sollen dabei künftig 35 Millionen zusätzliche Hektar Land bewässert und über 34 GW erzeugt werden.
Schon seit Langem wird versucht, die Tieflandabschnitte des Flusses durch technische Maßnahmen zu regulieren und für die kommerzielle Flussschifffahrt besser nutzbar zu machen. Wegen großem technischen Aufwands ist dies bisher nur sehr eingeschränkt gelungen. Häufig schafft sich der Fluss bei Überflutungen neue Flussbetten und verursacht so großen wirtschaftlichen Schaden. Zudem ist eine Verbreiterungstendenz des Jamuna-Bettes festzustellen; von durchschnittlich 6,2 Kilometern Breite im Jahr 1830 auf 10,6 Kilometer im Jahr 1992, was auf eine Zunahme des Sedimenttransports zurückgehen kann.

## Film
- Klaus Feichtenberger, Jeremy Hogarth, Heinz Leger: Brahmaputra – Der große Fluss vom Himalaya. Drei Teile. Arte, 2017/18, 2 Std. 15 Min.[28]